# 尚多尔
尚多尔（法語：Champdor，法語發音：[ʃɑ̃dɔʁ] ⓘ）是法国东部安省的一个旧市镇，原属于楠蒂阿区。2016年，尚多尔与市镇科尔塞勒合并为新市镇尚多尔-科尔塞勒，新市镇属于贝莱区。

## 地理
尚多尔（46°1'2"N, 5°35'50"E）面积17.37 平方千米，位于法国奥弗涅-罗讷-阿尔卑斯大区安省，该省份为法国东部省份，北起汝拉省，西北接索恩-卢瓦尔省，西接罗讷省和里昂大都会，南至伊泽尔省，东与萨瓦省、上萨瓦省和瑞士接壤。
与尚多尔接壤的市镇（或旧市镇、城区）包括：科尔塞勒、布雷诺、阿朗、吕菲约、小阿贝热芒、欧特维尔-洛讷。

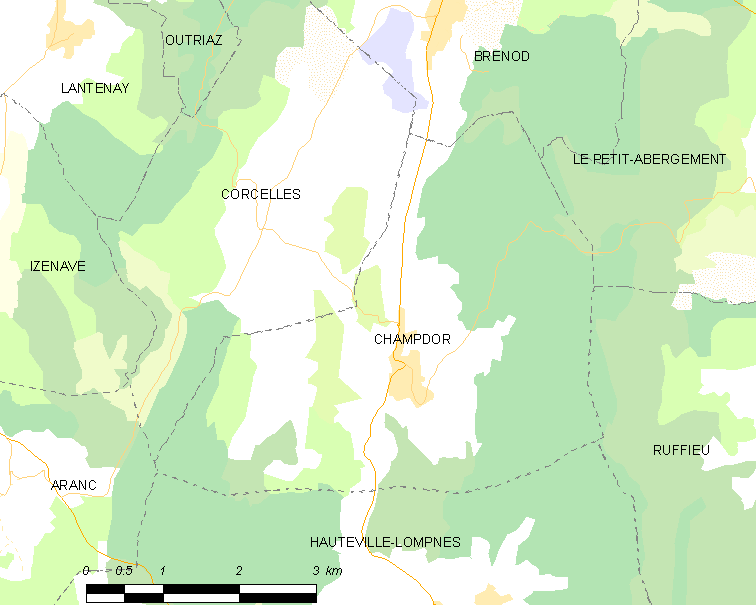
尚多尔的OSM定位图

尚多尔的时区为UTC+01:00、UTC+02:00（夏令时）。

## 行政
尚多尔的邮政编码为01110，INSEE市镇编码为01080。

## 政治
尚多尔所属的省级选区为普拉托多特维尔县。

## 人口

1962-2008年间尚多尔人口变化图示

尚多尔于2018年1月1日时的人口数量为441人。